# 田畑英勝
田畑 英勝（たばた えいかつ、旧名：龍英勝、1916年8月15日 - 1983年8月11日）は、日本の民俗学者。奄美群島の民俗調査、著作に功績がある。

## 経歴・人物
奄美大島の旧家の長男として鹿児島県名瀬市で生まれる。名瀬尋常高等小学校（奄美市立名瀬小学校）、旧制鹿児島県立大島中学校（鹿児島県立大島高等学校の前身）を経て、國學院大學で折口信夫、柳田國男に師事する。旧制大島中では美術部と乗馬部、国学院大学では柔道部として活動。1939年に國學院大學本科国文科を卒業後、台湾での教職を経て、満洲国立新京法政大学教授。戦後は1947年に故郷奄美大島に帰り、旧制奄美高等女学校（鹿児島県立奄美高等学校の前身）および同専攻科の教員を務めながら、奄美の民俗研究に取り組む。後に鹿児島県立大島高等学校に転勤し、1952年3月まで教員を務めた。日本口承文芸学会設立にも参加、発足時理事。また、島尾敏雄等と奄美郷土研究会を創設、奄美の民俗文化の調査研究を推進する。折口信夫門下生として大学在学中から和歌に興味を持ち、詩人、歌人でもあった。亡くなる1年程前から体調をくずし、1983年8月11日に東京で死去。民俗学者田畑千秋は三男。元東京都練馬区長田畑健介は実弟。

## 受賞
- 南海文化賞受賞（1978年、南島文化の研究功績により）

## 奄美関係著書
- 『奄美大島昔話集』（1954年・私家版）
- 『奄美のことわざ』（1956年・私家版）
- 『徳之島の昔話』（1972年・私家版）
- 『奄美諸島の昔話』（日本放送出版協会、1974年）
- 『全国昔話集成15・ 奄美大島昔話集』（岩崎美術社、1975年、増補改訂1978年）
- 『奄美の民俗』（法政大学出版局、1976年）

### 共著
- 『奄美の伝説 日本の伝説23』島尾敏雄・島尾ミホと共著（角川書店、1977年）
- 『南島歌謡大成5 奄美篇』外間守善・亀井勝信と共編（角川書店、1979年）